# Vinyl (film 1965)
Vinyl è un film del 1965 diretto e prodotto da Andy Warhol.
Il film è una rilettura sperimentale del celeberrimo romanzo distopico di Anthony Burgess Arancia meccanica.

## Trama
Il film inizia con un primissimo piano sul viso di Gerard Malanga, che esce e rientra dall'inquadratura. Poi l'attore comincia a fare ginnastica con due pesi. Lentamente uno zoom all'indietro apre l'inquadratura e sul lato destro dello schermo appare Edie Sedgwick. La donna, seduta comodamente su un grande baule, indossa una calzamaglia nera, scollata, a maniche corte. Davanti a John, seduto per terra, si intravede appena il braccio di un altro personaggio che indossa una t-shirt bianca, mentre dietro John un uomo con abito di pelle e guanti borchiati, seduto su una sedia, fuma una sigaretta. Sullo sfondo, al centro in alto, Ondine/Scume Baby nasconde il viso dietro un paio di occhiali da sole.